# Conrad Ier de Berg
Conrad Ier de Berg († 25 mai 1313) fut évêque de Münster de 1306 à 1310.

## Biographie
Conrad est le fils du comte Adolphe IV de Berg et de Marguerite de Hochstaden. Il est ainsi le frère du comte Adolphe V de Berg.
Conrad devint prévôt de la cathédrale de Cologne en 1274 et fut premier chanoine à Münster avant de devenir évêque de Münster en 1306. Il est maintenu dans cette fonction jusqu'en 1310. Son frère, le comte Adolphe V de Berg, voulait installer Conrad comme 57e archevêque de Cologne après la mort de l'archevêque de Cologne, Englebert II de Valkenburg, le 20 octobre 1274, mais il dut faire face à Siegfried II de Westerburg qui fut choisi.
Conrad est inhumé dans la cathédrale d'Altenberg (de).